# Scenopinus norrisi
Scenopinus norrisi är en tvåvingeart som beskrevs av Kelsey 1969. Scenopinus norrisi ingår i släktet Scenopinus och familjen fönsterflugor. Inga underarter finns listade i Catalogue of Life.